# Fasciculapomecyna taborensis
Fasciculapomecyna taborensis là một loài bọ cánh cứng trong họ Cerambycidae.